# Tirreno-Adriático 2016
51. edycja wyścigu kolarskiego Tirreno-Adriático odbywała się od 9 do 15 marca 2015 roku. Liczyła siedem etapów, o łącznym dystansie 1 019,8 km. Wyścig figurował w rankingu światowym UCI World Tour 2016.

## Uczestnicy
Na starcie wyścigu stanęły 23 drużyny. Wśród nich znalazło się wszystkie osiemnaście ekip UCI World Tour 2016 oraz pięć innych zaproszonych przez organizatorów.
| Numery  | Kod | Drużyna                     |
| ------- | --- | --------------------------- |
| 1-8     | TNK | Tinkoff                     |
| 11-18   | ALM | Ag2r-La Mondiale            |
| 21-28   | AND | Androni Giocattoli–Sidermec |
| 31-38   | AST | Pro Team Astana             |
| 41-48   | BAR | Bardiani CSF                |
| 51-58   | BMC | BMC Racing Team             |
| 61-68   | BOA | Bora-Argon 18               |
| 71-78   | CJR | Caja Rural–Seguros RGA      |
| 81-88   | CPT | Cannondale Pro Cycling      |
| 91-98   | CCC | CCC Sprandi Polkowice       |
| 101-108 | DDD | Team Dimension Data         |
| 111-118 | EQS | Etixx-Quick Step            |

| Numery  | Kod | Drużyna            |
| ------- | --- | ------------------ |
| 121-128 | FDJ | FDJ                |
| 131-138 | IAM | IAM Cycling        |
| 141-148 | LAM | Lampre-Merida      |
| 151-158 | LTS | Lotto Soudal       |
| 161-168 | MOV | Movistar Team      |
| 171-178 | OGE | Orica-GreenEDGE    |
| 181-188 | GIA | Team Giant-Alpecin |
| 191-198 | KAT | Team Katusha       |
| 201-208 | LTJ | Team LottoNL-Jumbo |
| 211-218 | SKY | Team Sky           |
| 221-228 | TRE | Trek-Segafredo     |

## Etapy
| Etap | Data     | Start - Meta                                      | km   | Typ         | Zwycięzca etapu   | Lider             |
| ---- | -------- | ------------------------------------------------- | ---- | ----------- | ----------------- | ----------------- |
| 1.   | 9 marca  | Lido di Camaiore                                  | 22,7 | TTT         | BMC Racing Team   | Daniel Oss        |
| 2.   | 10 marca | Camaiore > Pomarance                              | 207  | Pagórkowaty | Zdeněk Štybar     | Zdeněk Štybar     |
| 3.   | 11 marca | Castelnuovo di Val di Cecina > Montalto di Castro | 176  | Płaski      | Fernando Gaviria  | Zdeněk Štybar     |
| 4.   | 12 marca | Montalto di Castro > Foligno                      | 216  | Pagórkowaty | Steve Cummings    | Zdeněk Štybar     |
| 5.   | 13 marca | Foligno > Monte San Vicino                        | 178  | Górski      | etap anulowany    | Zdeněk Štybar     |
| 6.   | 14 marca | Castelraimondo > Cepagatti                        | 210  | Płaski      | Greg Van Avermaet | Greg Van Avermaet |
| 7.   | 15 marca | San Benedetto del Tronto                          | 10,1 | ITT         | Fabian Cancellara | Greg Van Avermaet |

### Etap 1. - 09.03: Lido di Camaiore, 22,7 km
| #  | Zespół                | Czas     |  |
| -- | --------------------- | -------- |  |
| 1  | BMC Racing Team       | 23' 55"  |  |
| 2  | Etixx-Quick Step      | + 2"     |  |
| 3  | FDJ                   | + 9"     |  |
|    |                       |          |  |
| 16 | CCC Sprandi Polkowice | + 1' 04" |  |

| #   | Zawodnik           | Zespół | Czas     |
| --- | ------------------ | ------ | -------- |
| 1   | Daniel Oss         | BMC    | 23' 55"  |
| 2   | Tejay van Garderen | BMC    | + 0"     |
| 3   | Greg Van Avermaet  | BMC    | + 0"     |
|     |                    |        |          |
| 20  | Maciej Bodnar      | TNK    | + 11"    |
| 44  | Michał Kwiatkowski | SKY    | + 21"    |
| 75  | Tomasz Marczyński  | LTS    | + 46"    |
| 84  | Michał Gołaś       | SKY    | + 55"    |
| 101 | Jarosław Marycz    | CCC    | + 1' 04" |
| 102 | Łukasz Owsian      | CCC    | + 1' 04" |
| 122 | Przemysław Niemiec | LAM    | + 1' 26" |
| 147 | Leszek Płuciński   | CCC    | + 2' 01" |
| 183 | Adrian Honkisz     | CCC    | + 5' 45" |

### Etap 2. - 10.03: Camaiore > Pomarance, 207 km
| #   | Zawodnik             | Zespół | Czas       |
| --- | -------------------- | ------ | ---------- |
| 1   | Zdeněk Štybar        | EQS    | 5h 10' 03" |
| 2   | Peter Sagan          | TNK    | + 1"       |
| 3   | Edvald Boasson Hagen | DDD    | + 1"       |
|     |                      |        |            |
| 9   | Michał Kwiatkowski   | SKY    | + 1"       |
| 61  | Przemysław Niemiec   | LAM    | + 1' 23"   |
| 63  | Maciej Bodnar        | TNK    | + 1' 23"   |
| 75  | Leszek Płuciński     | CCC    | + 1' 51"   |
| 99  | Jarosław Marycz      | CCC    | + 4' 42"   |
| 112 | Adrian Honkisz       | CCC    | + 5' 57"   |
| 115 | Tomasz Marczyński    | LTS    | + 5' 57"   |
| 117 | Łukasz Owsian        | CCC    | + 5' 57"   |
| 121 | Michał Gołaś         | SKY    | + 5' 57"   |

| #   | Zawodnik           | Zespół | Czas       |
| --- | ------------------ | ------ | ---------- |
| 1   | Zdeněk Štybar      | EQS    | 5h 33' 50" |
| 2   | Greg Van Avermaet  | BMC    | + 9"       |
| 3   | Tejay van Garderen | BMC    | + 9"       |
|     |                    |        |            |
| 18  | Michał Kwiatkowski | SKY    | + 30"      |
| 42  | Maciej Bodnar      | TNK    | + 1' 42"   |
| 66  | Przemysław Niemiec | LAM    | + 2' 57"   |
| 81  | Leszek Płuciński   | CCC    | + 4' 00"   |
| 96  | Jarosław Marycz    | CCC    | + 5' 54"   |
| 106 | Tomasz Marczyński  | LTS    | + 6' 51"   |
| 108 | Michał Gołaś       | SKY    | + 7' 00"   |
| 114 | Łukasz Owsian      | CCC    | + 7' 09"   |
| 168 | Adrian Honkisz     | CCC    | + 11' 50"  |

### Etap 3. - 11.03: Castelnuovo di Val di Cecina > Montalto di Castro, 176 km
| #   | Zawodnik           | Zespół | Czas       |
| --- | ------------------ | ------ | ---------- |
| 1   | Zdeněk Štybar      | EQS    | 4h 17' 28" |
| 2   | Caleb Ewan         | OGE    | + 0"       |
| 3   | Elia Viviani       | SKY    | + 0"       |
|     |                    |        |            |
| 17  | Michał Kwiatkowski | SKY    | + 0"       |
| 78  | Leszek Płuciński   | CCC    | + 0"       |
| 80  | Jarosław Marycz    | CCC    | + 0"       |
| 95  | Michał Gołaś       | SKY    | + 0"       |
| 107 | Tomasz Marczyński  | LTS    | + 0"       |
| 127 | Przemysław Niemiec | LAM    | + 27"      |
| 130 | Maciej Bodnar      | TNK    | + 27"      |
| 117 | Adrian Honkisz     | CCC    | + 1' 54"   |
| -   | Łukasz Owsian      | CCC    | DNS        |

| #   | Zawodnik           | Zespół | Czas       |
| --- | ------------------ | ------ | ---------- |
| 1   | Zdeněk Štybar      | EQS    | 9h 51' 18" |
| 2   | Greg Van Avermaet  | BMC    | + 9"       |
| 3   | Tejay van Garderen | BMC    | + 9"       |
|     |                    |        |            |
| 18  | Michał Kwiatkowski | SKY    | + 30"      |
| 47  | Maciej Bodnar      | TNK    | + 2' 09"   |
| 70  | Przemysław Niemiec | LAM    | + 3' 24"   |
| 78  | Leszek Płuciński   | CCC    | + 4' 00"   |
| 94  | Jarosław Marycz    | CCC    | + 5' 54"   |
| 103 | Tomasz Marczyński  | LTS    | + 6' 51"   |
| 105 | Michał Gołaś       | SKY    | + 7' 00"   |
| 169 | Adrian Honkisz     | CCC    | + 13' 43"  |

### Etap 4. - 12.03: Montalto di Castro > Foligno, 216 km
| #   | Zawodnik           | Zespół | Czas       |
| --- | ------------------ | ------ | ---------- |
| 1   | Steve Cummings     | DDD    | 6h 04' 49" |
| 2   | Salvatore Puccio   | SKY    | + 13"      |
| 3   | Natnael Berhane    | DDD    | + 13"      |
|     |                    |        |            |
| 17  | Michał Kwiatkowski | SKY    | + 25"      |
| 55  | Tomasz Marczyński  | LTS    | + 2' 05"   |
| 74  | Leszek Płuciński   | CCC    | + 4' 33"   |
| 82  | Michał Gołaś       | SKY    | + 4' 33"   |
| 118 | Jarosław Marycz    | CCC    | + 10' 11"  |
| 121 | Maciej Bodnar      | TNK    | + 11' 34"  |
| 122 | Przemysław Niemiec | LAM    | + 11' 34"  |
| 165 | Adrian Honkisz     | CCC    | + 11' 45"  |

| #   | Zawodnik           | Zespół | Czas        |
| --- | ------------------ | ------ | ----------- |
| 1   | Zdeněk Štybar      | EQS    | 15h 56' 32" |
| 2   | Damiano Caruso     | BMC    | + 9"        |
| 3   | Greg Van Avermaet  | BMC    | + 9"        |
|     |                    |        |             |
| 16  | Michał Kwiatkowski | SKY    | + 30"       |
| 69  | Leszek Płuciński   | CCC    | + 8' 08"    |
| 70  | Tomasz Marczyński  | LTS    | + 8' 31"    |
| 87  | Michał Gołaś       | SKY    | + 11' 08"   |
| 104 | Maciej Bodnar      | TNK    | + 13' 18"   |
| 114 | Przemysław Niemiec | LAM    | + 14' 33"   |
| 122 | Jarosław Marycz    | CCC    | + 15' 40"   |
| 161 | Adrian Honkisz     | CCC    | + 25' 03"   |

### Etap 5. - 13.03: Foligno > Monte San Vicino, 178 km
Trzeci etap został anulowany z powodu złych warunków atmosferycznych.

### Etap 6. - 14.03: Castelraimondo > Cepagatti, 210 km
| #   | Zawodnik           | Zespół | Czas       |
| --- | ------------------ | ------ | ---------- |
| 1   | Greg Van Avermaet  | BMC    | 4h 34' 14" |
| 2   | Peter Sagan        | TNK    | + 0"       |
| 3   | Michał Kwiatkowski | SKY    | + 2"       |
|     |                    |        |            |
| 46  | Leszek Płuciński   | CCC    | + 7"       |
| 60  | Adrian Honkisz     | CCC    | + 7"       |
| 110 | Tomasz Marczyński  | LTS    | + 2' 08"   |
| 119 | Przemysław Niemiec | LAM    | + 2' 53"   |
| 126 | Michał Gołaś       | SKY    | + 3' 35"   |
| 141 | Maciej Bodnar      | TNK    | + 4' 50"   |
| 144 | Jarosław Marycz    | CCC    | + 5' 22"   |

| #   | Zawodnik           | Zespół | Czas        |
| --- | ------------------ | ------ | ----------- |
| 1   | Greg Van Avermaet  | BMC    | 20h 30' 43" |
| 2   | Zdeněk Štybar      | EQS    | + 7"        |
| 3   | Peter Sagan        | TNK    | + 8"        |
|     |                    |        |             |
| 9   | Michał Kwiatkowski | SKY    | + 31"       |
| 60  | Leszek Płuciński   | CCC    | + 8' 18"    |
| 71  | Tomasz Marczyński  | LTS    | + 10' 42"   |
| 96  | Michał Gołaś       | SKY    | + 14' 46"   |
| 113 | Przemysław Niemiec | LAM    | + 17' 29"   |
| 117 | Maciej Bodnar      | TNK    | + 18' 11"   |
| 129 | Jarosław Marycz    | CCC    | + 21' 05"   |
| 144 | Adrian Honkisz     | CCC    | + 25' 13"   |

### Etap 7. - 15.03: San Benedetto del Tronto, 10,1 km
| #   | Zawodnik           | Zespół | Czas     |
| --- | ------------------ | ------ | -------- |
| 1   | Fabian Cancellara  | TFS    | 11' 08"  |
| 2   | Johan Le Bon       | FDJ    | + 13"    |
| 3   | Tony Martin        | EQS    | + 15"    |
|     |                    |        |          |
| 6   | Maciej Bodnar      | TNK    | + 17"    |
| 35  | Michał Kwiatkowski | SKY    | + 39"    |
| 81  | Michał Gołaś       | SKY    | + 57"    |
| 86  | Jarosław Marycz    | CCC    | + 59"    |
| 91  | Tomasz Marczyński  | LTS    | + 1' 01" |
| 134 | Przemysław Niemiec | LAM    | + 1' 22" |
| 160 | Leszek Płuciński   | CCC    | + 1' 45" |
| 170 | Adrian Honkisz     | CCC    | + 2' 07" |

| #   | Zawodnik           | Zespół | Czas        |
| --- | ------------------ | ------ | ----------- |
| 1   | Greg Van Avermaet  | BMC    | 20h 42' 22" |
| 2   | Peter Sagan        | TNK    | + 1"        |
| 3   | Bob Jungels        | EQS    | + 23"       |
|     |                    |        |             |
| 8   | Michał Kwiatkowski | SKY    | + 39"       |
| 63  | Leszek Płuciński   | CCC    | + 9' 32"    |
| 69  | Tomasz Marczyński  | LTS    | + 11' 12"   |
| 93  | Michał Gołaś       | SKY    | + 15' 12"   |
| 110 | Maciej Bodnar      | TNK    | + 17' 57"   |
| 113 | Przemysław Niemiec | LAM    | + 18' 20"   |
| 126 | Jarosław Marycz    | CCC    | + 21' 33"   |
| 144 | Adrian Honkisz     | CCC    | + 26' 49"   |

## Liderzy klasyfikacji po etapach
| Etap                 | Zwycięzca            | Klasyfikacja generalna | Klasyfikacja punktowa | Klasyfikacja górska | Klasyfikacja młodzieżowa | Klasyfikacja drużynowa |
| -------------------- | -------------------- | ---------------------- | --------------------- | ------------------- | ------------------------ | ---------------------- |
| 1.                   | BMC Racing Team      | Daniel Oss             | -                     | -                   | Yves Lampaert            | BMC Racing Team        |
| 2                    | Zdeněk Štybar        | Zdeněk Štybar          | Zdeněk Štybar         | Zdeněk Štybar       | Bob Jungels              | BMC Racing Team        |
| 3                    | Fernando Gaviria     | Zdeněk Štybar          | Peter Sagan           | Zdeněk Štybar       | Bob Jungels              | BMC Racing Team        |
| 4                    | Steve Cummings       | Zdeněk Štybar          | Peter Sagan           | Cesare Benedetti    | Bob Jungels              | BMC Racing Team        |
| 5                    | etap anulowany       | Zdeněk Štybar          | Peter Sagan           | Cesare Benedetti    | Bob Jungels              | BMC Racing Team        |
| 6                    | Greg Van Avermaet    | Greg Van Avermaet      | Peter Sagan           | Cesare Benedetti    | Bob Jungels              | Etixx-Quick Step       |
| 7                    | Fabian Cancellara    | Greg Van Avermaet      | Peter Sagan           | Cesare Benedetti    | Bob Jungels              | Etixx-Quick Step       |
| Klasyfikacja końcowa | Klasyfikacja końcowa | Greg Van Avermaet      | Peter Sagan           | Cesare Benedetti    | Bob Jungels              | Etixx-Quick Step       |

## Klasyfikacje końcowe

### Klasyfikacja generalna
|     | Zawodnik              | Zespół                | Czas        |
| --- | --------------------- | --------------------- | ----------- |
| 1   | Greg Van Avermaet     | BMC Racing Team       | 20h 42' 22" |
| 2   | Peter Sagan           | Tinkoff               | + 1"        |
| 3   | Bob Jungels           | Etixx-Quick Step      | + 23"       |
| 4   | Sébastien Reichenbach | FDJ                   | + 24″       |
| 5   | Thibaut Pinot         | FDJ                   | + 24″       |
| 6   | Vincenzo Nibali       | Pro Team Astana       | + 29"       |
| 7   | Zdeněk Štybar         | Etixx-Quick Step      | + 33"       |
| 8   | Michał Kwiatkowski    | Team Sky              | + 39"       |
| 9   | Bauke Mollema         | Trek-Segafredo        | + 45"       |
| 10  | Roman Kreuziger       | Tinkoff               | + 48"       |
|     |                       |                       |             |
| 63  | Leszek Płuciński      | CCC Sprandi Polkowice | + 9' 32"    |
| 69  | Tomasz Marczyński     | Lotto Soudal          | + 11' 12"   |
| 93  | Michał Gołaś          | Team Sky              | + 15' 12"   |
| 110 | Maciej Bodnar         | Tinkoff               | + 17' 57"   |
| 113 | Przemysław Niemiec    | Lampre-Merida         | + 18' 20"   |
| 126 | Jarosław Marycz       | CCC Sprandi Polkowice | + 21' 33"   |
| 144 | Adrian Honkisz        | CCC Sprandi Polkowice | + 26' 49"   |

|    | Zawodnik           | Zespół                | Punkty |
| -- | ------------------ | --------------------- | ------ |
| 1  | Peter Sagan        | Tinkoff               | 36     |
| 2  | Greg Van Avermaet  | BMC Racing Team       | 22     |
| 3  | Zdeněk Štybar      | Etixx-Quick Step      | 20     |
| 4  | Caleb Ewan         | Orica-GreenEDGE       | 16     |
| 5  | Fernando Gaviria   | Etixx-Quick Step      | 13     |
|    |                    |                       |        |
| 13 | Michał Kwiatkowski | Team Sky              | 10     |
| 33 | Maciej Bodnar      | Team Tinkoff-Saxo     | 5      |
| 40 | Adrian Honkisz     | CCC Sprandi Polkowice | 3      |

|    | Zawodnik         | Zespół                | Punkty |
| -- | ---------------- | --------------------- | ------ |
| 1  | Cesare Benedetti | Bora-Argon 18         | 11     |
| 2  | Federico Zurlo   | Lampre-Merida         | 10     |
| 3  | Valerio Conti    | Lampre-Merida         | 8      |
| 4  | Zdeněk Štybar    | Etixx-Quick Step      | 6      |
| 5  | Diego Ulissi     | Lampre-Merida         | 5      |
|    |                  |                       |        |
| 40 | Adrian Honkisz   | CCC Sprandi Polkowice | 1      |

|   | Zawodnik        | Zespół                 | Czas        |
| - | --------------- | ---------------------- | ----------- |
| 1 | Bob Jungels     | Etixx-Quick Step       | 20h 42′ 45″ |
| 2 | Adam Yates      | Orica-GreenEDGE        | + 48″       |
| 3 | Natnael Berhane | Team Dimension Data    | + 2' 45"    |
| 4 | Jaime Roson     | Caja Rural–Seguros RGA | + 3' 51"    |
| 5 | Patrick Konrad  | Bora-Argon 18          | + 3' 52"    |

|    | Zespół                | Czas        |
| -- | --------------------- | ----------- |
| 1  | Etixx-Quick Step      | 61h 19′ 51″ |
| 2  | Movistar Team         | + 21"       |
| 3  | Team Sky              | + 38"       |
| 4  | Pro Team Astana       | + 59"       |
| 5  | BMC Racing Team       | + 1' 52"    |
|    |                       |             |
| 17 | CCC Sprandi Polkowice | + 11' 03"   |